# بوكدرة
بوڭدرة أو ثلاثاء بوڭدرة وهو عبارة عن تجمع سكاني صغير واقع بين مفترق الطرق بين اسفي غربا وجمعة سحيم شمالا ومراكش شرقا وسبت جزولة جنوبا.

## الموقع
تحدها الجماعة القروية لشهدة شمالا، والجماعة القروية لسيدي امحمد التيجي شرقا، وجماعة أحد احرارة غربا، وبلدية سبت كزولة وجماعة خط ازكان جنوبا. وفي كل مرة كان المجال الترابي لهذه الجماعة يتعرض للتقزيم في إطار التقطيع الانتخابي كلما اقترب موعد الاستحقاقات.

## التقسيم الإداري
خرجت من رحم الجماعة القروية لبوكدرة عدة جماعات نذكر من بينها جماعة خميس نكا، جماعة العمامرة، جماعة المراسلة، جماعة سيدي امحمد التيجي وأخيرا جماعة شهدة.

## التاريخ
في بداية خمسينيات القرن الماضي، تم اعتبار سوق سيدي امبارك بوكدرة بمثابة مركز محدد فتم تحديد الدائرة الحضرية لمركز بوكدرة طبقا لمقتضيات المرسوم الوزاري المؤرخ في 15 أبريل 1953، وتم العمل به لعقد من الزمن. في حين لم يتم إيلاء الاهتمام نفسه للقرى المجاورة مثل جمعة سحيم وسبت كزولة. وفي السنوات الأولى للاستقلال، تم التخلي عن هذا المشروع بموجب المرسوم المؤرخ في 10سبتمبر 1963. وهكذا نرى بأن سلطات الحماية كانت سباقة لخلق مركز بوكدرة، وذلك لما له من مزايا بالإضافة إلى كونه قريب جدا من حاضرة آسفي.
ثلاثاء سيدي امبارك بوكدرة يعد أكبر سوق في العامر وثالث سوق في عبدة. ويوجد داخل تراب جماعة قروية تتواجد في موقع استراتيجي على ملتقى الطريق الوطنية رقم 1 الرابطة بين الدارالبيضاء وأكادير، والطريق الجهوية رقم 204 الرابطة بين آسفي ومراكش، هذه المنطقة تسمى الجماعة القروية لبوكدرة والتي تتكون حاليا من 23 دائرة انتخابية و23 مستشارا جماعيا ومستشارتين جماعيتين في إطار اللائحة الإضافية.

## النقل
كما توجد بجماعة بوكدرة القروية محطة للقطار حيث تم إنشاء سكة حديدية تربط بين اسفي وبنكرير مرورا بمركز بوكدرة أيام الحماية الفرنسية، لكنها لا تستغل حاليا فيما يخص نقل الركاب إلا لماما، كون هذه المحطة غير منظمة ولا تتوفر على قاعة للانتظار، كما أن الطريق المؤدية إليها غير معبدة الشيء الذي يؤدي إلى نفور المواطنين من التوجه إليها وبالتالي عدم استعمالها في ميدان النقل السككي. ولا تستعمل هذه السكة حاليا إلا في نقل الفوسفاط من مدينة اليوسوفية (الويجانطي) إلى حاضرة آسفي من أجل التصدير.

## وصلات خارجية
- وقفة احتجاجية لأساتذة بثلاثاء بوكدرة ضد رئيس جمعية
- العطش يخيم على جماعة سيدي امبارك بوكدرة بالعامر بقبيلة عبدة
- السوق الأسبوعي ثلاثاء بوكدرة بآسفي يغرق في الفوضى وغياب التنظيم
- سوء التدبير بجماعة سيدي امبارك بوكدرة